# Apogonia polisana
Apogonia polisana är en skalbaggsart som beskrevs av Moser 1924. Apogonia polisana ingår i släktet Apogonia och familjen Melolonthidae. Inga underarter finns listade i Catalogue of Life.